# Pāvilosta
Pāvilosta ( výslovnost) je město v Lotyšsku a správní centrum stejnojmenného kraje. V roce 2016 zde žilo 1035 obyvatel.